# Sofia Rigakou
Sofia Rigakou (grekiska: Σοφία Ρηγάκου), född 11 november 2007, är en grekisk konstsimmare.

## Karriär
Vid junior-EM 2023 i Funchal var Rigakou en del av Greklands lag som tog brons i både det fria lagprogrammet och det akrobatiska lagprogrammet.
Vid EM 2024 i Belgrad var Rigakou en del av Greklands lag som tog guld i det fria lagprogrammet och silver i det tekniska lagprogrammet. Vid junior-EM 2024 i Cottonera tog hon totalt fem medaljer. Rigakou tog tillsammans med Vasiliki Thanou silver i det fria parprogrammet och brons i det tekniska parprogrammet. Hon var även en del av Greklands lag som tog silver i både det tekniska lagprogrammet och det akrobatiska lagprogrammet samt brons i det fria lagprogrammet.